# Szabó István (szobrász, 1927–2017)
Ifjabb Szabó István (Dorogpuszta, 1927. május 22. – Benczúrfalva, 2017.  január 26.) magyar szobrász, Szabó István (1903–1992) Kossuth-díjas szobrász fia.

## Élete és munkássága
1952-ben végzett a Magyar Képzőművészeti Főiskolán. Eztán Csók Istvánnal, Pátzay Pállal együtt az elsők között lett a Magyar Képzőművészeti Szövetség tagja.
Országszerte mintegy 70, fából vagy bronzból készült köztéri emlékművét, szobrát, plasztikáját állították fel, második világháborús és honfoglalási emlékművektől a Szentkorona-díszkúton át játszótéri plasztikákig. Szobrai között van a Matyó menyecske, a Táncoló lány, az Anyaság és a Szentháromság-szobor. A történelmi személyiségek között bronzba öntötte Karl Marx, Friedrich Engels, Lenin és Rajk László alakját. Megformálta Váci Mihály, Vörösmarty Mihály szobrát, valamint Nógrád megye olyan ismert személyiségeiről is szobrot faragott, mint Szontágh Pál, Madách Imre és felesége, Fráter Erzsébet, Mikszáth Kálmán és felesége, Mauks Ilona.
A szlovákiai Királyhelmec főterére ő készítette Petőfi Sándor, Szent István, Szent Imre és Szent László szobrát.
1971-ben részt vett a magyarországi I. Nemzetközi Kisplasztikai Biennálé megszervezésében, segítette nemzetközi szimpóziumok és a szabadtéri kiállítások rendezését, a magyar éremművészet bekapcsolását a nemzetközi szervezetbe, a FIDEM-be.
A Nógrád megyei Benczúrfalván élt abban a műteremlakásban, amelyben 1912 és 1920 között Benczúr Gyula alkotott, és ahol később, 1955 és 1992 között édesapja, idős Szabó István Kossuth-díjas szobrászművész dolgozott.

## Elismerései
- Bátonyterenye és Királyhelmec díszpolgára
- Derkovits Gyula képzőművészeti ösztöndíj (1955)
- Munkácsy Mihály-díj (1968, 1976)
- SZOT-díj (1971)
- Nógrád megye díszpolgára (2009)
- Magyar Arany Érdemkereszt (2015)